# Muilla maritima
Muilla maritima är en sparrisväxtart som först beskrevs av John Torrey, och fick sitt nu gällande namn av Sereno Watson och George Bentham. Muilla maritima ingår i släktet Muilla och familjen sparrisväxter. Inga underarter finns listade i Catalogue of Life.